# Lloriguer
Lloriguer és una partida situada del terme municipal de Castell de Mur, a l'antic terme de Mur, al Pallars Jussà, en territori del poble de Puigmaçana.
Està situada a la dreta del barranc de Lloriguer, al nord-oest de la Vinya de Marió i al nord-est de la Solana de Corrals.